# 俄羅斯劇院

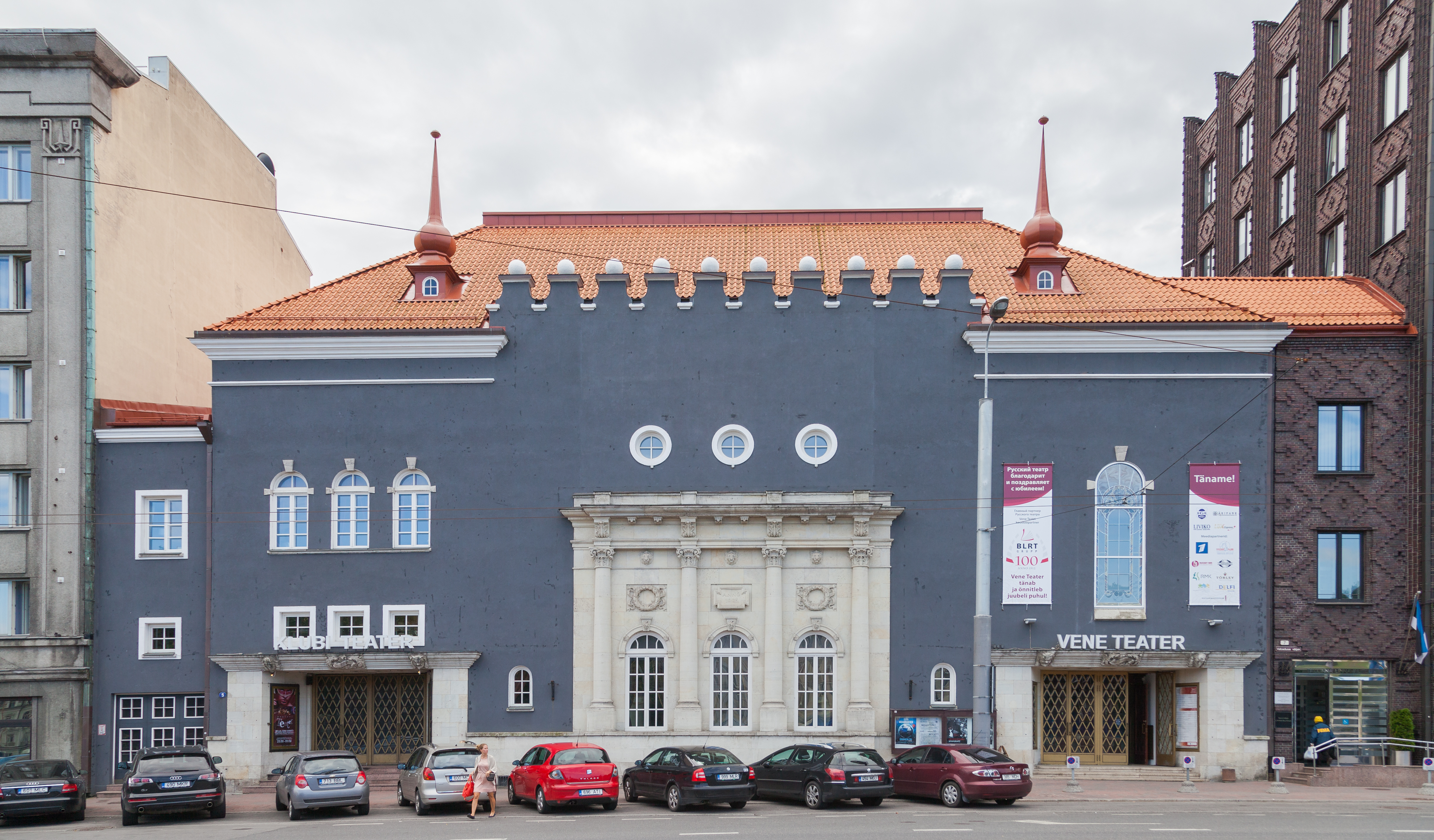
俄羅斯劇院

俄羅斯劇院（俄语：Русский театр Эстонии）是位於愛沙尼亞首都塔林的一個俄語劇院。劇院的建築興建於1926年，是一座裝飾風藝術風格建築。

## 外部連結
- Official website（页面存档备份，存于）
- 维基共享资源上的相關多媒體資源：俄羅斯劇院

59°25′56″N 24°44′41″E / 59.43222°N 24.74472°E